# Ptochomyza mayeri
Ptochomyza mayeri är en tvåvingeart som beskrevs av Spencer 1966. Ptochomyza mayeri ingår i släktet Ptochomyza och familjen minerarflugor.
Artens utbredningsområde är Österrike. Inga underarter finns listade i Catalogue of Life.